# Grève perlée
Une grève perlée (slowdown en anglais) est une modalité de grève dont la définition n'a pas encore de consensus en France en 2018.

## Modalité
C'est traditionnellement un moyen de pression consistant à exercer ses fonctions tout en visant à diminuer sa productivité ou son efficacité. Elle est souvent utilisée comme prélude ou alternative à une grève. En France, le ministère du travail appelle grève perlée le fait de travailler au ralenti ou dans des conditions volontairement défectueuses, sans interruption véritable d’activité, et estime que cela peut être considéré comme une faute susceptible d’entraîner des sanctions disciplinaires. 
Mais elle peut aussi, selon d'autres points de vue, confortés par la définition du mot "perlé" formulée par l’Académie française, se traduire par des arrêts de travail sporadiques et répétés, ce qui peut être parfaitement légal. 
La grève perlée se distingue de la grève du zèle, où les salariés s'en tiennent à exécuter leurs  tâches en appliquant à la lettre leur description et tous les règlements, afin d'en ralentir le plus possible l’exécution et elle se distingue encore de bien d'autres formes de grèves : générale, surprise, tournante, sauvage, sur le tas, solidaire, politique, de la faim et se différencie aussi du piquet de grève[réf. nécessaire].

## Dans le monde

### Royaume-Uni
Lors des années 1970, dans une usine Ford à Dagenham, Royaume-Uni, la direction augmente la vitesse de la ligne de production de 18 à 21 pieds par minute. Cette augmentation, la deuxième dans un court laps de temps, est jugée injuste par les travailleurs et ceux-ci entament un slowdown. Par la suite, la vitesse est ramenée à 18 pieds par minute.

### Australie
En juillet 2011, les ingénieurs de Qantas décident d'appliquer le moyen de pression en n'utilisant que leur main gauche pour opérer les outils essentiels. 

### France
Cette expression a été abondamment employée, quoique critiquée car ne répondant pas à sa description traditionnelle, en particulier par les journalistes, pour décrire la grève intermittente et pour qualifier le calendrier inédit de la grève des travailleurs de la SNCF en France au printemps 2018. Et cela sans doute parce que l’alternance de deux journées de grève et trois journées travaillées programmées par leurs syndicats de façon coordonnée dans toute l'entreprise sur trois mois évoque la régularité des perles enfilées dans un collier.
Il ne s'agit pas non plus dans ce cas d'une grève tournante qui, elle, concerne successivement les différentes catégories de personnel ou les différents secteurs ou services d'une même entreprise. 
Avec les grèves du printemps 2018, les employés de la SNCF ont inauguré un nouveau mode de grève qu'il faudrait peut-être plutôt qualifier par l'un des termes suivants : « grève intermittente », « en pointillé », « alternante » ou « par épisodes ».